# Ribeirão Grão Mogol
Ribeirão Grão Mogol är ett vattendrag i Brasilien.   Det ligger i delstaten Minas Gerais, i den sydöstra delen av landet, 800 km sydost om huvudstaden Brasília.
Omgivningarna runt Ribeirão Grão Mogol är huvudsakligen savann. Runt Ribeirão Grão Mogol är det glesbefolkat, med 8 invånare per kvadratkilometer.